# ۲۵۶ (قمری)
۲۵۶ (قمری)، دویست و پنجاه و ششمین سال در گاهشماری هجری قمری است. اول محرم این سال برابر با سیزدهم دسامبر سال ۸۶۹ میلادی است.

## وابسته
- مهدویت